# كأس جمهورية أيرلندا 1922–23
كأس جمهورية أيرلندا 1922–23 (بالإنجليزية: 1922–23 FAI Cup)‏ هو الموسم 2 من كأس جمهورية أيرلندا. أشرف على تنظيمه اتحاد أيرلندا لكرة القدم، وكان عدد الأندية المشاركة فيه 16، وفاز فيه Alton United F.C. ‏.